# Wiental Kanal
Der Wiental Kanal wurde als speichernder Entlastungskanal für den Rechten und den Linken Wientalsammelkanal bis 2005 zwischen dem Rüdigerhof (oben) in Wien und der Urania (unten am Gewässer Donaukanal) errichtet. Bauherr ist die Stadt Wien, Errichter ist die Arge WSKE (Wiental SpeicherKanal Errichtung). Ab 2023 erfolgt der Bau der oberwasserseitigen Fortsetzung, deren Inbetriebnahme für 2028 geplant ist.

## Ausgangslage, Vorgeschichte
Die steigende Bevölkerungszahl und die zunehmende wirtschaftliche Nutzung führten dazu, dass der Wienfluss immer öfter zu einer der Quellen für Choleraepidemien wurde. Die folgenschwerste ereignete sich im Jahr 1873 während der Wiener Weltausstellung. Entlang der Wien wurden 1830 die Wienflusssammelkanäle („Cholerakanäle“) errichtet, die in den Bezirken 1, 3, 4, 5, 6, 7, 12, 13, 14, 15 und 16 ein Gebiet von ungefähr 5.800 Hektar entwässern.
Auf einer Gesamtstrecke von rund 27,5 Kilometern (Linker Wienflusssammler ungefähr 15 km, Rechter Wienflusssammler ungefähr 12,5 km Länge) wurden insgesamt 63 Regenüberlaufwehre errichtet. Über diese konnten die Abwässer, die durch Regenwasser einen bestimmten Verdünnungsgrad – den man zum Zeitpunkt der Errichtung der Kanäle als zulässig erachtete – erreicht hatten, ungeklärt in den Wienfluss und in weiterer Folge über den Donaukanal in die Donau abfließen.
Mit fortschreitender Besiedlung stieg die Abwassermenge, so dass sich bei gleichbleibendem Kanalquerschnitt und gleichbleibender Wehrhöhe die Kloake immer öfter und immer weniger verdünnt in den Wienfluss ergoss, was bei steigendem Umweltbewusstsein einen zunehmend untragbaren Umstand ergab und nach einer Lösung verlangte.

## Beschreibung
Beim Wiental Kanal handelt es sich um eine auf einer Länge von 3.500 Metern unterhalb des Wienflusses in geschlossener Bauweise quer durch die Stadt errichtete Kanalröhre. Ausgehend von der Urania am Donaukanal, wo der Kanal in den Rechten Hauptsammelkanal-Entlastungskanal mündet, wurde zwischen 1997 und 2001 der erste Bauabschnitt mit einer Länge von 800 Metern hinauf bis zum Stadtpark errichtet. Die Baukosten für diesen Abschnitt betrugen 16,1 Millionen Euro.
Zwischen Mai 2003 und April 2005 wurde, weiter immer unter dem Wienfluss bleibend, der Kanal bis zum Ernst-Arnold-Park beim Rüdigerhof an der Rechten Wienzeile errichtet. Anschließend wurden die beiden Wienflusssammelkanäle an den Wiental Kanal angeschlossen und die technischen Einrichtungen eingebaut.
Der Wiental Kanal besitzt einen Außendurchmesser von 8,6 und einen Innendurchmesser von 7,5 Metern und liegt rund 30 Meter unter der Erdoberfläche.
Technisch aufwändig war der Bauabschnitt im Bereich der U1-Strecke am Karlsplatz. Diese wurde in einem Höhenabstand von nur 3 Metern von der Schildbohrmaschine untergraben. Gesichert wurde dieser U-Bahnabschnitt durch 90 mit Beton gefüllte Injektionsbohrungen.
Die Errichtung erfolgte in 3 Bauabschnitten, der Wientalkanal weist zwischen Rüdigerhof und Donaukanal ein Speichervolumen von 100.000 m3 auf.

### Verlängerung oberwasserseitig bis Auhof (ab 2023 in Bau)
Wiens größtes Kanalprojekt der Zeit wird ab März 2023 umgesetzt: Die oberwasserseitige Verlängerung des Wiental Kanals vom Bezirk Margareten um 9 km bis Auhof im Bezirk Penzing. Dieser Kanal für Mischwasser unter dem Wienfluss wird in geschlossener Bauweise von einem Punkt aus in beide Richtungen vorgetrieben. Er wird ein Speichervolumen für 60.000 m3 aufweisen und einige Überläufe in den Wienfluss. Die Kosten der Verlängerung werden auf 250 Mio. € geschätzt.
Im März 2025 wurde der 135 m lange Tunnelbohrer mit 4 m Durchmesser in 22 Teilen angeliefert und eingehoben. Der Innendurchmesser (Ausbaudurchmesser) des Kanals wird 3 m betragen.

## Aufgabe
Aufgabe des Wiental Kanals ist nicht eine beschleunigte Ableitung von Abwässern, denn er ist als Speicherkanal angelegt. Er soll möglichst viel jener Mischwassermengen, die bisher insbesondere infolge von Starkregen und versiegelten Flächen (viele Viertel haben 80–90 % Versiegelungsgrad) unkontrolliert überliefen und ungeklärt in die Donau abflossen, aufnehmen und wie ein Rückhaltebecken so lange aufstauen, bis die für diesen Zweck erweiterte Hauptkläranlage in Simmering wieder über freie Aufnahmekapazität verfügt. Anschließend wird der Wiental Kanal entleert.
Das Fassungsvermögen der Kanalröhre beträgt mit Stand 2023 ungefähr 110.000 Kubikmeter.

## Übergeordnetes Konzept
Die Idee, den Wiental Kanal als unterirdischen Stausee zu errichten, ist Teil des Gesamtkonzepts „Masterplan 2015 - Neue Wege der Wiener Abwasserwirtschaft und Gewässerschutz“, das bis 2015 realisiert werden soll.
Anlass dafür ist das Ziel der Stadt Wien, das ungeklärte Abfließen von Mischwasser (Regenwasser plus Abwasser) zu verhindern, ohne dafür ungenutzte Kapazitäten in der Hauptkläranlage errichten zu müssen.
Vorgesehen ist, im Falle von starken Regenfällen das vor allem in den vier großen Hauptsammelkanälen zur Verfügung stehende Speichervolumen von rund 700.000 Kubikmeter Wasser zu nutzen und das Mischwasser in jenen Mengen, die die Hauptkläranlage Simmering verarbeiten kann, dorthin abzuleiten.